# Katholische Pfarrkirche Mitterbach am Erlaufsee

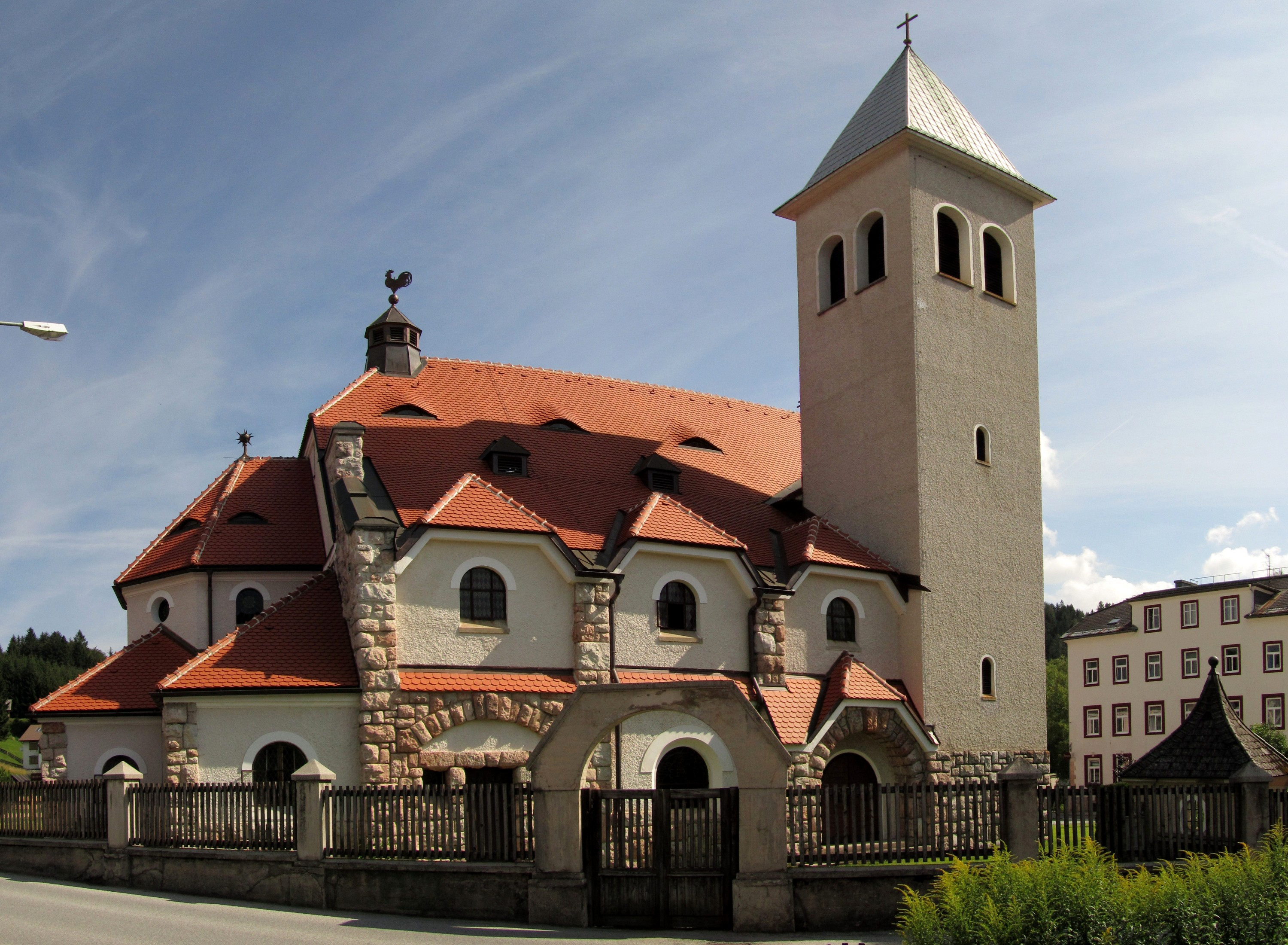
Katholische Pfarrkirche hl. Nikolaus in Mitterbach am Erlaufsee

Die römisch-katholische Pfarrkirche Mitterbach am Erlaufsee steht in der Ortschaft der Gemeinde Mitterbach am Erlaufsee im Bezirk St. Pölten-Land in Niederösterreich. Die Kirche mit dem Patrozinium des Heiligen Klemens Maria Hofbauer gehört zum Dekanat Lilienfeld in der Diözese St. Pölten. Sie steht unter Denkmalschutz (Listeneintrag).

## Geschichte
Die Kirche wurde an der Stelle einer 1875 erbauten Kapelle Heilige Familie 1914/1915 nach den Plänen des Architekten Hubert Gangl mit Anton Schwarz erbaut. Der Turm wurde 1938 ausgebaut. Im Jahr 1967 wurde die Kirche baulich vollendet.
Im Jahr 1944 wurde eine Pfarrexpositur errichtet. 

## Architektur
Die Kirche zeigt sich spätromanisch-expressionistisch und in Heimatstilformen.
Sie hat ein Langhaus unter einem Schopfwalmdach, Strebepfeiler, Rieselputz, Bruchsteinelemente, Rundbogen- und Kreisfenster sowie einen verblechten Giebelreiter mit einer Wetterfahne im Westen. Um den dreiseitig geschlossenen Chor stehen niedrige Anbauten mit gestuften Ziegeldächern. Der Turm trägt ein Zeltdach.
Das Kircheninnere zeigt ein breit proportioniertes Langhaus unter einem Tonnengewölbe auf flachen, zu Rundbogennischen ausgebildeten Wandvorlagen. Die Ostempore hat eine gerade Brüstung. Es gibt ein zweijochiges, mit Segmentbogenarkaden geöffnetes Seitenschiff und darüber eine theaterartige Seitenempore mit einer vorkragenden Brüstung. Der eingezogene niedrige Chor hat ein Kalottengewölbe mit einem Stichkappenkranz.
Die Wandmalereien entstanden 1929 mit dem Bild Abendmahl über dem Triumphbogen, die anderen Bilder sind übertüncht. Die Glasmalerei aus 1915 zeigt die Heiligen Anna und Maria, Mariazeller Madonna, Josef mit Kind, im Seitenschiff Flucht nach Ägypten, im Chor eucharistische und christliche Symbole, im Osten ornamental aus 1960.

## Einrichtung
Es gibt ein Kruzifix von Josef Bachlechner 1890 hinter dem Volksaltar.
Die Seitenaltäre zeigen links das Leinwandbild der Mutter Gottes und des hl. Klemens Maria Hofbauer von Franco Tomaschu 1915 als ehemaliges Hochaltarbild, und rechts ein nazarenisches Leinwandbild Heilige Familie um 1820/1830. Unter dem Emporenaufgang befindet sich eine Nische mit dem Bild des hl. Klemens Maria Hofbauer. Die Orgel aus 1960 ist von Herbert Huber aus Eisenstadt.